# Hsiao-Lan Kuo
Hsiao-Lan Kuo, född 7 februari 1915, död 2006, var en kinesisk-amerikansk matematiker och meteorolog. Kuo växte upp i byn Mancheng och tog kandidatexamen från Tsinghuauniversitetet 1937 och masterexamen från Zhejianguniversitetet 1942. Efter detta doktorerade han på universitetet i Chicago där han hade Carl-Gustaf Rossby som handledare. Doktorsexamen avlades 1948.
Åren 1949-1961 arbetade han på MIT med orkanforskning. Han bidrog bland annat med matematiska modeller för födelsen av orkaner och cirkulationen inom dessa. Han lade även fram matematiska formler beskrivande konvektion i atmosfären. År 1970 tilldelades han amerikanska meteorologisamfundets finaste utmärkelse Carl-Gustaf Rossby-medaljen för sina bidrag till meteorologin och den allmänna förståelsen för atmosfären. Hans namn finns fortfarande kvar i modern meteorologi i och med Rayleigh-Kuo teoremet som beskriver nödvändiga villkor för att transformera stabiliteten för ett luftpaket, det vill säga konvektion.